# Mariano Ier Salusio
Mariano Ier Salusio Ier (XIe siècle) fut juge du Judicat de Cagliari d'une date inconnue jusqu'à 1058.

## Biographie
Mariano Salusio Ier est le premier juge du Judicat mentionné dans la documentation mais il n'est sans doute pas le 1er des juges de Cagliari c'est-à-dire Caralis. Il appartient à la dynastie des Lacon-Gunale. Le siège de son pouvoir se trouve à Santa Igia sur l'étang de Santa Gilla. Pendant son mandat les présences rivales de la république de Pise et celle de Gènes progressent dans l'île de Sardaigne tant sur le plan économique que politique. Mariano Ier meurt en 1058 et il a pour successeur son fils, Orzocco Torchitorio Ier.

## Source de la traduction
- (it) Cet article est partiellement ou en totalité issu de l’article de Wikipédia en italien intitulé « Mariano I Salusio I » (voir la liste des auteurs).